# Filothei-Psychiko
Filothei-Psychiko (Grieks: Φιλοθέη-Ψυχικό) is sedert 2011 een fusiegemeente (dimos) in de Griekse bestuurlijke regio (periferia) Attica.
De drie deelgemeenten (dimotiki enotita) van de fusiegemeente zijn:
- Filothei (Φιλοθέη)
- Neo Psychiko (Νέο Ψυχικό)
- Psychiko (Ψυχικό)